# Bismarcksäule (Friedrichsruh)

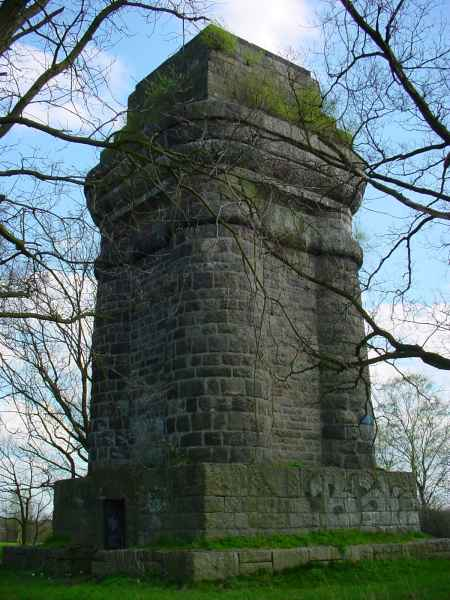
Bismarcksäule Friedrichsruh

Die Bismarcksäule Friedrichsruh ist eines der zahlreichen zu Ehren Otto von Bismarcks während des Deutschen Kaiserreichs errichteten Denkmäler.
Entgegen der Bezeichnung steht das Denkmal nicht in Friedrichsruh, sondern drei Kilometer westlich davon auf dem Hammelsberg (Hamberg) in der Gemarkung Silk der Stadt Reinbek, östlich des Reinbeker Ortsteils Schönningstedt und nördlich der L 314 nördlich des Ortsteils Krabbenkamp.
Der quadratische Turm von ca. 5 × 5 Meter steht auf einer Terrasse, ist etwa 19 Meter hoch und verjüngt sich nach oben.

## Geschichte
Der Turm wurde aus Mitteln der Deutschen Studentenschaft finanziert. Die Grundsteinlegung war am 21. Juni 1901 und die Fertigstellung 1903. Zur Sommersonnenwende am 21. Juni 1903 wurde der Turm eingeweiht.
Der grundlegende Entwurf für die Bismarcktürme wurde von Wilhelm Kreis 1898 geschaffen. 47 Bismarcktürme wurden nach diesem Entwurf errichtet, knapp 200 weitere Türme nach anderen Entwürfen. Auf der Spitze dieser Türme wurde jeweils eine Feuerschale installiert. An bestimmten Tagen sollten diese Schalen in ganz Deutschland zu Ehren Bismarcks befeuert werden.
Seit den 1980er Jahren steht der Turm unter Denkmalschutz.